# Leuchtturm Vitrupe
Der Leuchtturm Vitrupe (lettisch Grīntāla bāka oder Vitrupes bāka) steht am rechten Ufer der Vitrupe (deutsch Wettersbach) nahe der Mündung in den Rigaer Meerbusen und neben der Autobahn A1 in der Gemeinde Salacgrīva.
Der Leuchtturm ist ein Metall-Gitterturm mit schwarz-weißer Lattenverkleidung.